# 코어라인소프트
코어라인소프트(영어: Coreline Soft Co. Ltd.)는 대한민국의 AI 의료솔루션 기업이다.

## 역사
- 2023년 9월 18일 스팩 합병으로 코스닥 시장에 상장하였다[2]
- 2025년 311억 규모의 유상증자(1주당 약 0.37주)를 계획 중이다.[3]

## 참고문헌
1. ↑  “진격의 코어라인소프트…AI 솔루션 연이어 비급여 진출”. 《메디컬타임즈》. 2024년 3월 4일. 2025년 6월 4일에 확인함.
2. ↑  “상장 앞둔 코어라인소프트가 자신하는 의료AI 경쟁력은?”. 《청년의사》. 2023년 9월 13일. 2025년 6월 4일에 확인함.
3. ↑  “311억 규모 유상증자 발표한 코어라인소프트, 27%대 폭락”. 《머니투데이》. 2025년 3월 24일. 2025년 6월 4일에 확인함.